# Сирна
Сирна (греч. Σύρνα), также Айос-Иоанис — остров в Эгейском море, принадлежит Греции. Входит в группу островов Додеканес (Южные Спорады). Административно относится к общине Астипалея. По данным переписи от 2001 года, остров необитаем. Остров относительно мал, его площадь составляет 7,8 квадратного километра, наивысшая точка — 320 метра. На острове, в основном, произрастает можжевельник и гарига. Остров является местом обитания некоторых уникальных видов хищных птиц, таких как Чеглок Элеоноры.
Также, с помощью гидролокатора, возле острова Греческим центром морских исследований в 2000 году были найдены остатки кораблекрушения. датируемые концом римского периода (II век н. э.).
7 декабря 1946 года, пароход «Рафия» (бывший SS Athena), вышедший из югославского порта Бакар 26 ноября и везущий на себе 785 еврейских иммигрантов в Палестину, разбился в заливе Айос-Иоану (Каталико), на южном побережье Сирны, и более семисот выживших выбрались на берег острова. Утонуло 8 человек, похороненных на острове. Позднее их перезахоронили на кладбище в городе Хайфа. В эвакуации участвовал тральщик типа «Алджерин» HMS Providence (J325), принявший 10—11 декабря 256 человек и доставивший их в лагерь беженцев на Кипре. Также в эвакуации участвовали британский эсминец HMS Chevron (R51) и греческие эсминцы «Фемистоклис» (D48) и «Эйеон» (D11).